# Lijst van NASCAR Sprint Cup-coureurs
De lijst van NASCAR Sprint Cup-coureurs geeft een overzicht van autocoureurs die uitkomen of uitkwamen in de NASCAR Sprint Cup. De lijst bevat alle coureurs die sinds het ontstaan van het kampioenschap in 1949 minstens één overwinning achter hun naam hebben. Laatste update: 25 maart 2010.

## A
- Johnny Allen
- Bobby Allison
- Davey Allison
- Donnie Allison
- Bill Amick
- John Andretti
- Mario Andretti

## B
- Buck Baker
- Buddy Baker
- Earl Balmer
- Johnny Beauchamp
- Johnny Benson Jr.
- Greg Biffle
- Bill Blair
- Brett Bodine
- Geoff Bodine
- Neil Bonnett
- Ron Bouchard
- Clint Bowyer
- Richard Brickhouse
- Dick Brooks
- Bob Burdick
- Marvin Burke
- Jeff Burton
- Ward Burton
- Kurt Busch
- Kyle Busch
- Red Byron

## C
- Neil Cole
- Jim Cook
- Derrike Cope
- Ricky Craven

## D
- Lloyd Dane
- Darel Dieringer
- Mark Donohue

## E
- Dale Earnhardt
- Dale Earnhardt jr.
- Carl Edwards
- Ray Elder
- Bill Elliott
- Joe Eubanks

## F
- Lou Figaro
- Bob Flock
- Fonty Flock
- Tim Flock
- Jimmy Florian
- A.J. Foyt
- Larry Frank

## G
- Harry Gant
- Charlie Glotzbach
- Paul Goldsmith
- Robby Gordon
- Danny Graves
- Eddie Gray
- Dan Gurney

## H
- Royce Haggerty
- Bobby Hamilton
- Pete Hamilton
- Denny Hamlin
- Kevin Harvick
- Bobby Hillin Jr.
- Jim Hurtubise
- Dick Hutcherson
- James Hylton

## I
- Ernie Irvan
- Bobby Isaac

## J
- Dale Jarrett
- Ned Jarrett
- Bobby Johns
- Jimmie Johnson
- Joe Lee Johnson
- Junior Johnson
- Parnelli Jones

## K
- Kasey Kahne
- Al Keller
- Matt Kenseth
- Brad Keselowski
- John Kieper
- Harold Kite
- Alan Kulwicki

## L
- Bobby Labonte
- Terry Labonte
- Elmo Langley
- Danny Letner
- Paul Lewis
- Dick Linder
- Joey Logano
- Fred Lorenzen
- Tiny Lund

## M
- Johnny Mantz
- Dave Marcis
- Sterling Marlin
- Mark Martin
- Jeremy Mayfield
- Hershel McGriff
- Jamie McMurray
- Sam McQuagg
- Casey Mears
- Juan Pablo Montoya
- Ralph Moody
- Lloyd Moore
- Frank Mundy
- Billy Myers

## N
- Jerry Nadeau
- Norm Nelson
- Joe Nemechek
- Ryan Newman
- Bill Norton

## O
- Cotton Owens

## P
- Eddie Pagan
- Marvin Panch
- Jimmy Pardue
- Steve Park
- Benny Parsons
- Phil Parsons
- Jim Paschal
- Dick Passwater
- David Pearson
- Kyle Petty
- Lee Petty
- Richard Petty
- Tom Pistone
- Lennie Pond
- Marvin Porter

## R
- Dick Rathmann
- Jim Reed
- David Reutimann
- Bill Rexford
- Tim Richmond
- Jody Ridley
- Fireball Roberts
- Shorty Rollins
- Jim Roper
- Earl Ross
- John Rostek
- Ricky Rudd
- Johnny Rutherford

## S
- Greg Sacks
- Elliott Sadler
- Leon Sales
- Frankie Schneider
- Ken Schrader
- Wendell Scott
- Morgan Shepherd
- Buddy Shuman
- Jack Smith
- John Soares
- Gober Sosebee
- Lake Speed
- Jimmy Spencer
- Nelson Stacy
- Gwyn Staley
- Chuck Stevenson
- Tony Stewart

## T
- Marshall Teague
- Donald Thomas
- Herb Thomas
- Speedy Thompson
- Tommy Thompson
- Martin Truex jr.
- Curtis Turner

## V
- Brian Vickers

## W
- Billy Wade
- Rusty Wallace
- Darrell Waltrip
- Michael Waltrip
- Art Watts
- Joe Weatherly
- Danny Weinberg
- Bob Welborn
- Jack White
- Rex White
- Glen Wood

## Y
- Cale Yarborough
- LeeRoy Yarbrough

## Z
- Emanuel Zervakis